# Grbasta ebalia
Grbasta ebalia (lat. Ebalia cranchii), vrsta sičušnog račića iz porodice Leucosiidae. Jedna je od sedam vrsta iz roda Ebalia koja živi i u Jadranu.
Kvrgavog je romboidnog tijela, najčešće svjetlosmeđe do ružičaste boje. Naraste do 11 mm. Živi na pjeskovitom dnu od 20 do 100 metra dubine, gdje se hrani algama.